# Änäkäinen
Änäkäinen è il nome di un lago (e della circostante regione geografica) situato nel territorio comunale di Lieksa nella Carelia Settentrionale in Finlandia.
Il lago ha un'estensione di 26,31 ettari.
Il lago è compreso in una riserva di pesca statale attraversata dal Sentiero dell'Orso. L'Ente Parchi e Foreste tiene sotto controllo la quantità di pesce presente in tre laghi della riserva.

## Avvenimenti storici
La zona di Änäkäinen fu teatro di feroci scontri durante le prime settimane della guerra d'inverno, nel dicembre del 1939. Qui, i soldati finlandesi riuscirono a mantenere le loro posizioni, lasciando sul campo molti combattenti sovietici. Per fermare l'avanzata dei carri armati nemici, le truppe finlandesi costruirono grandi barricate di roccia, e nel 1940, al riaccendersi della guerra, le barriere furono rafforzate con rocce ancora più grandi.